# Titularerzbistum Philippopolis in Thracia
Philippopolis in Thracia (ital.: Filippopoli di Tracia) ist ein Titularerzbistum der römisch-katholischen Kirche. 
Der antike Bischofssitz befand sich in der historischen Landschaft Thrakien in der gleichnamigen antiken Stadt (heute Plowdiw) und liegt im heutigen Bulgarien. 
| Titularbischöfe von Philippopolis in Thracia |                                   |                                                                         |                    |                   |
| Nr.                                          | Name                              | Amt                                                                     | von                | bis               |
| 1                                            | Giovanni Topich OFMObs            | Apostolischer Administrator von Shkodra                                 | 10. Juli 1859      | 11. Juni 1868     |
| 2                                            | Félix Clair Ridel MEP             | Apostolischer Vikar von Korea                                           | 27. April 1869     | 20. Juni 1884     |
| 3                                            | José Tomás Mazarrasa y Rivas      | Apostolischer Administrator von Ciudad Rodrigo                          | 21. Februar 1885   |                   |
| 4                                            | Macario Sorini                    | Bischof von Fabriano und Matelica (Italien)                             | 12. Juni 1893      | 18. März 1895     |
| 5                                            | François Lesné                    | Apostolischer Administrator von Ispahan (Iran)                          | 20. April 1896     | 11. Februar 1910  |
| 6                                            | Bonaventura Cerretti              | Auditor der Apostolischen Delegation in den Vereinigten Staaten         | 15. April 1914     | 10. Mai 1914      |
| 7                                            | Wincenty Kluczyński               | emeritierter Erzbischof von Mahiljou (Weißrussland)                     | 22. September 1914 | 23. Februar 1917  |
| 8                                            | Manuel Mendes da Conceição Santos | Koadjutorerzbischof von Évora                                           | 4. Juni 1920       | 24. Juli 1920     |
| 9                                            | Ernesto Cozzi                     | Apostolischer Delegat                                                   | 16. Dezember 1920  | 23. Februar 1926  |
| 10                                           | Jean-Pierre Rey MEP               | emeritierter Erzbischof von Tokio (Japan)                               | 6. März 1926       | 25. Mai 1930      |
| 11                                           | Carlo Salotti                     | Kurienerzbischof Rektor des Päpstlichen Athenaeums „De Propaganda Fide“ | 30. Juni 1930      | 16. Dezember 1935 |
| 12                                           | Giovanni Raffaele Rodic OFM       | emeritierter Erzbischof von Beograd-Smederevo (Serbien)                 | 28. November 1936  | 10. Mai 1954      |
| 13                                           | Franjo Šeper                      | Koadjutorerzbischof von Zagreb (Kroatien)                               | 22. Juli 1954      | 5. März 1960      |
| 14                                           | Emile-Arsène Blanchet             | emeritierter Bischof von Saint-Dié (Frankreich)                         | 10. Mai 1960       | 1. April 1967     |